# Islandia en los Juegos Olímpicos de Estocolmo 1912
Islandia estuvo representada en los Juegos Olímpicos de Estocolmo 1912 por un total de 2 deportistas que compitieron en 2 deportes.  
El equipo olímpico islandés no obtuvo ninguna medalla en estos Juegos.